# Elaphoglossum didymoglossoides
Elaphoglossum didymoglossoides är en träjonväxtart som beskrevs av Carl Frederik Albert Christensen. Elaphoglossum didymoglossoides ingår i släktet Elaphoglossum och familjen Dryopteridaceae. Inga underarter finns listade.